# Penijamini Veli
Ratu Penijamini Veli, né en 1874 et mort le 27 août 1938, est un chef autochtone fidjien.

## Biographie
Fait inspecteur adjoint dans la police autochtone de la colonie britannique des Fidji en 1906, il est nommé en 1909 Roko Tui de la province de Macuata, c'est-à-dire chef de l'exécutif de l'administration autochtone de cette province. En 1937, le gouverneur Sir Arthur Richards (en) le nomme membre du Conseil législatif sur recommandation du Grand Conseil des chefs. Il meurt l'année suivante à l'âge de 64 ans.